# Ginnastica ritmica
La ginnastica ritmica è una disciplina della ginnastica e uno sport olimpico femminile, di squadra e individuale, dove si usano 5 attrezzi: il nastro, il cerchio, la palla, le clavette e la fune.

## Descrizione
Le ginnaste con esercizi individuali possono decidere di partecipare principalmente a due tipi di gare: la specialità o la categoria. Le ginnaste che partecipano al campionato di categoria devono sostenere quattro rotazioni (ossia eseguire quattro esercizi) con attrezzi differenti tra fune, cerchio, palla, clavette e nastro stabiliti dalla federazione italiana a differenza delle ginnaste che decidono di partecipare al campionato di specialità che hanno la possibilità di scegliere due attrezzi. La durata massima degli esercizi è per entrambi di 90 secondi di esecuzione per esercizio. Per le squadre e per le coppie invece gli esercizi sono due, più lunghi, fino a 150 secondi; nella prima delle due prove le ginnaste hanno tutte lo stesso attrezzo, mentre nella seconda vengono usati due tipi di attrezzi. Come per le individualiste, anche per le squadre le rotazioni degli attrezzi sono stabilite dalla FGI (Federazione Internazionale Ginnastica).
Negli ultimi anni la nazionale italiana sia a livello individuale sia a livello di squadra ha ottenuto preziosi risultati affermandosi come una delle maggiori potenze. Appartiene a Sofia Raffaeli, bronzo olimpico a Parigi 2024, il risultato migliore a livello individuale nella storia della ritmica italiana. Si sottolinea anche la presenza di Milena Baldassarri nelle finali di due edizioni olimpiche consecutive (Tokyo 2020 e Parigi 2024). E semifinalista a Rio 2016. 

## Storia

### Origini
Le origini della ginnastica ritmica sono piuttosto recenti poiché tale disciplina, così come si presenta oggi, si è sviluppata a partire dai primi anni del Novecento. In questo periodo, essa portava il nome di Ginnastica Moderna perché voleva contrapporsi alla ginnastica tradizionale. In seguito, per distinguere la semplice attività motoria da quella agonistica, sono stati introdotti due appellativi diversi, rispettivamente Ginnastica Ritmica Educativa e Ginnastica Ritmica Sportiva.
Nonostante il sorgere di questo sport sia recente, si hanno notizie di un'attività sportiva eseguita a corpo libero o con piccoli attrezzi e guidata dalla musica sin dai tempi dei popoli primitivi, degli Egizi, degli antichi greci e romani. Dopo un periodo di stasi nel Medioevo, la ginnastica continuò ad evolversi: durante il Rinascimento, l'educazione umanistica valorizzò l'esercizio fisico restituendogli l'antico splendore mentre, nei secoli successivi, furono molti gli studiosi e i filosofi che riconobbero l'importanza di questo sport a livello non solo fisico ma anche morale. Padre della ginnastica è considerato il tedesco Guts Muths (1759-1839), il quale pose l'accento sull'armonia da essa derivante e studiò alcuni esercizi adatti alle caratteristiche femminili.
Nell'Ottocento, le teorie sviluppatesi nei secoli precedenti, che comprendono le idee di Noverre, Delsarte e Bode, vennero riconfermate e rielaborate in diversi modi. Figure importanti di questo periodo sono il francese George Demeny (1850-1917), il quale scoprì gli effetti benefici dei movimenti completi, in cui il corpo partecipa ad ogni azione di una sua parte, e Emilio Baumann che, a Bologna, si interessò all'uso di piccoli attrezzi come il cerchio e la fune. Sul finire del Ottocento, lo svizzero Émile Jaques-Dalcroze ideò un tipo di danza sportiva che diventò piuttosto popolare. Chiamata Euritmica, questa può essere definita come “l'arte di esprimere la musica con movimenti del corpo”. Egli infatti studiò un tipo di attività motoria basata sul concetto di ritmo e armonia in contrapposizione alla ginnastica tradizionale che allora era rigida e in certi momenti quasi innaturale. La ginnastica ritmica infatti non è altro che la trasposizione in chiave competitiva dei concetti di espressività, eleganza, armonia e sensibilità musicale. Ed è proprio la musica che cerca di mettere in evidenza l'armoniosità dei gesti e di affinare la sensibilità ritmica degli atleti. La prima ginnastica ritmica, dunque, nasce da esigenze di didattica musicale.

### Diffusione in Italia
In Italia, la ginnastica femminile comincia a svilupparsi nella città di Torino. Già nel 1925 in questa città vengono rappresentati esercizi di corpo libero e con piccoli attrezzi (palle, funi, cerchi e piccole clavette di legno), ma solo nel 1948 la disciplina, ancora con fine puramente educativo, diventa di carattere competitivo. Il merito innovativo della ginnastica femminile in Italia va in particolare ad Andreina Sacco Gotta, insegnante di educazione fisica e diplomata in pianoforte al Conservatorio di Torino. La Gotta fu una figura estremamente eclettica, inserita pienamente nel mondo dello sport e della ginnastica.

### Prime competizioni
I primi esercizi di Ritmica furono presentati alle Olimpiadi di Stoccolma nel 1912 e a quelle di Anversa nel 1920. Nel 1928, in occasione dei Giochi olimpici di Amsterdam, essa venne inclusa nel programma della ginnastica artistica. Benché la prima competizione si svolse in URSS nel 1948, questo sport rimase nell'ombra della ginnastica artistica fino al 1956. Il suo aspetto artistico lo rese molto popolare nell'Europa dell'Est e la federazione internazionale di ginnastica (F.I.G.) lo riconobbe come sport indipendente nel 1962. L'anno seguente furono organizzati i primi campionati del mondo, che si svolsero a Budapest.
Furono introdotti poi esercizi di gruppo eseguiti con attrezzi e furono determinati i tipi di attrezzi: fune, palla, cerchio, nastro, clavette, che dovevano rispettare una determinata composizione oltre a peso, lunghezza, diametro. Contemporaneamente al programma venivano anche perfezionate le norme di gara secondo un preciso codice dei punteggi, il quale definiva i tipi e le regole di esecuzione delle gare, le esigenze fondamentali della composizione e della maestria esecutiva delle ginnaste negli esercizi individuali e di gruppo
Soltanto nel 1984 la Ginnastica Ritmica entrò a far parte del programma Olimpico di Los Angeles ma unicamente con la specialità individuale. La gara a squadre venne inserita solo nel 1996 in occasione delle Olimpiadi di Atlanta.

## Caratteristiche
La competizione avviene per valutazione di due o più esecuzioni. Una giuria assegna un punteggio a ciascuna esecuzione, a partire dal quale viene stilata la classifica finale, il punteggio può superare i 20,00 (esecuzione + difficoltà). Viene considerata penalizzante la ripetizione di una difficoltà, l'uscita di pedana dell'attrezzo o dell'atleta. 
L'esercizio può essere effettuato individualmente, in coppia (non a livello mondiale), oppure in squadra composta solitamente da 5 ginnaste, (in alcune competizioni il numero varia da 3 a 6 ginnaste)
Nelle prove di squadra e di coppia le atlete eseguono un esercizio con un unico tipo di attrezzo, e/o un esercizio misto, ovvero con due tipi di attrezzi. 
Gli attrezzi utilizzati sono cinque: fune, cerchio, palla, clavette e nastro.
Nelle competizioni minori, in genere organizzate da enti di promozione sportiva, e nelle competizioni FGI categoria allieve (fino ai 12 anni), è prevista la competizione a corpo libero, cioè senza attrezzi, per mettere in risalto l'acquisizione corretta delle difficoltà.
L'esercizio individuale deve durare fra 1 minuto e 15 secondi e 1 minuti e 30 secondi. L'esercizio di squadra deve durare tra 2 minuti e 15 secondi e 2 minuti e 30 secondi. 
Per categorie di età inferiori a junior, e/o per livelli inferiori a quello internazionale, la durata può essere inferiore.
Ogni esercizio è accompagnato dalla musica, che è parte integrante della esecuzione stessa. Dal 2013 sono state permesse le musiche cantate per un esercizio per ogni individualista o squadra. Dal 2017 sono stati consentiti la metà degli esercizi per individualista o squadra con musica cantata. Dal 2020 è permesso avere tutti gli esercizi con musica cantata.
La principale caratteristica della ginnastica ritmica è l'esecuzione dei movimenti ginnici a ritmo di musica.

### Valutazione delle prove
La competizione avviene attraverso prove a punteggio, il quale è assegnato da una giuria. Il punteggio è dato da tre componenti, "Difficoltà" ed "Esecuzione", valutate attraverso le seguenti variabili:
1. Difficoltà di corpo (D1)
2. Difficoltà d'attrezzo (D2);
3. Composizione (A);
4. Esecuzione (E)

### Difficoltà corporee
Per l'assegnazione del valore D1 vengono valutate le difficoltà di corpo, cioè una serie di specifici elementi tecnici: salti, equilibri, pivot. Tutte le difficoltà sono codificate e vengono aggiornate periodicamente. Per essere valide, esse devono essere eseguite in relazione ad un movimento d'attrezzo.
Ogni attrezzo richiede una maggioranza di due gruppi corporei rispetto agli altri:   -   )
- fune: salti e pivot
- cerchio: equa distribuzione tra i diversi gruppi corporei
- palla: equilibri e salti
- clavette: equilibri e pivot
- nastro: salti e pivot

Esistono inoltre i "rischi" (R): ovvero dei lanci dell'attrezzo molto alti, sotto i quali l'atleta deve eseguire minimo due rotazioni corporee (esempio: due pivot, due capovolte, due rovesciamenti). Negli ultimi codici dei punteggi sono state inserite anche le cosiddette "maestrie d'attrezzo" (BD), si tratta di piccole composizioni miste di maneggi dove viene premiata la creatività. Sia i rischi che le maestrie d'attrezzo sono facoltative nei settori non agonistici.
Nelle gare di squadra oltre agli elementi fondamentali devono essere presenti delle collaborazioni corporee, ovvero dei momenti in cui le ginnaste creano una "struttura" tale da sollevare una ginnasta o un effetto ottico particolare con gli attrezzi. Sono inoltre obbligatori gli scambi dell'attrezzo: momenti in cui ogni ginnasta lancia in aria il proprio attrezzo e riprende quello della compagna senza effettuare grandi spostamenti corporei per recuperare le traiettorie errate. Nelle gare di squadra viene richiesta anche una grande varietà di formazioni: ovvero l'occupazione dello spazio di gara deve modificarsi costantemente, sono quindi apprezzabili formazioni a cerchio, rombo, riga, fila, quadrato ecc.
Le ginnaste che gareggiano a livello internazionale appartengono alla categoria Gold. Al di sotto di questa, è inclusa nel programma della Federazione Ginnastica d'Italia anche la categoria Silver. Le ginnaste della suddetta categoria possono gareggiare in cinque livelli, indicati con una lettera preceduta dalla L (dalla A, livello più basso, alla E). I livelli LA, LB e LC prevedono esercizi da un minuto che si possono eseguire con attrezzi a scelta. Gli esercizi dei livelli LD e LE hanno una durata di un minuto e mezzo e prevedono una difficoltà maggiore dei livelli precedenti. Nella categoria Silver, a differenza del Gold, il punteggio di Difficoltà (D) è limitato e varia per ogni livello.

### Composizione
Al valore di composizione A concorrono: la musica, di cui viene valutata la scelta, che deve presentare varietà; la coerenza stilistica dell'esercizio rispetto al tema musicale; l'esecuzione a tempo con la musica; la composizione di base, cioè il modo in cui la ginnasta si muove in pedana (si dovrebbe occupare tutto lo spazio disponibile); la varietà di maneggio d'attrezzo; la varietà della scelta degli elementi corporei; la varietà delle difficoltà; l'equilibrata distribuzione delle difficoltà nell'esercizio, tutto cioè che dà vita alla coreografia dell'esercizio.

### Esecuzione
Per ottenere il valore di esecuzione, infine, viene valutato appunto il grado di correttezza con cui la ginnasta esegue l'esercizio: si parte dai 10 punti, e ad ogni errore (fallo) di corpo o d'attrezzo viene scalata una certa penalità.

### Il codice dei punteggi
Il codice dei punteggi viene aggiornato alla fine di ogni quadriennio olimpico; ogni anno vengono apportati piccoli correttivi.

## Eventi e competizioni

Il simbolo della ritmica nelle competizioni olimpiche: simboleggia una ginnasta al nastro

I principali eventi di questo sport sono i Giochi olimpici, i Campionati del mondo e i Campionati europei.
Molti tornei sono interessanti e di rilievo come il Torneo Corbeil-Essonnes, il torneo Cariprato, l'Incontro Internazionale di Thiais, la Deriugina Cup.
A livello nazionale esistono attualmente 3 campionati di federazione, ripartiti in base al livello tecnico: la serie C, la serie B e la serie A; in più, svariati enti di promozione sportiva (PGS, MSP, AICS, CSI, UISP, ACSE, FEDERCLUBS, ...) organizzano campionati e tornei.
Oltre alle gare, normalmente le società organizzano saggi periodici che spesso si tengono nelle palestre in cui si esercitano le ginnaste.
Esistono svariate categorie distinte per età e obiettivi agonistici. Le categorie sono determinate da FGI ed EPS; ogni categoria ha obiettivi adatti all'età.
Le ginnaste tipicamente iniziano ad allenarsi in età molto giovane (l'attività inizia normalmente a quattro o cinque anni, anche se alle categorie agonistiche si accede dagli otto anni in su) e di solito raggiungono il vertice delle prestazioni attorno ai vent'anni.

## Ginnastica ritmica maschile
La ginnastica ritmica maschile in questo caso è uno sport prevalentemente acrobatico, che richiede qualità fisiche e di destrezza. Gli attrezzi della ginnastica ritmica maschile si differenziano dagli attrezzi della RG femminile e sono:
- il bastone ginnico al posto del nastro;
- le clavette
- due cerchi di un diametro inferiore;
- la fune.

Gli atleti gareggiano anche in squadra negli esercizi a corpo libero, le variazioni sono altamente coreografiche ed acrobatiche, a primo sguardo questo sport sembra una perfetta unione della ginnastica ritmica, acrobatica e la ginnastica artistica.
I primi campionati di ginnastica ritmica maschile del mondo si sono svolti nel 1985 a Tokyo. In Giappone è uno sport molto praticato, anche a livello universitario, e le gare si svolgono regolarmente ogni anno.
Dall'altra parte abbiamo la ginnastica ritmica praticata dagli uomini in Europa prevalentemente in Spagna che non si differenzia dalla ginnastica ritmica che conosciamo. Questa corrente della ginnastica ritmica rispecchia le qualità di un ballerino di danza classica. In alcuni tornei internazionali come Miss Valentine Cup negli ultimi anni sono stati presenti dei ginnasti che si sono esibiti con alcuni esercizi.

### Dibattito internazionale sulla disciplina maschile
Il problema che si è posto negli ultimi anni davanti alla FIG riguarda quale ginnastica ritmica maschile sia quella più giusta per essere riconosciuta. Per ora entrambe le correnti non sono riconosciute ufficialmente dalla Federazione Internazionale di Ginnastica, anche se in Giappone hanno creato una loro federazione autonoma che gestisce il campionato del mondo e la promozione di questo sport. Probabilmente questo conflitto durerà ancora a lungo visto che, per quanto riguarda lo stile Giapponese, si tratta di uno sport estremamente complicato che perfettamente rispecchia le tradizioni orientali, e ha diritto pieno di esistere. Dall'altra parte la ginnastica ritmica praticata in Spagna rispecchia i valori occidentali che riguardano la parità dei sessi. Queste due correnti sportive sono molto diverse, ma entrambe uniche e hanno diritto di essere praticate.